# Hammer of Doom

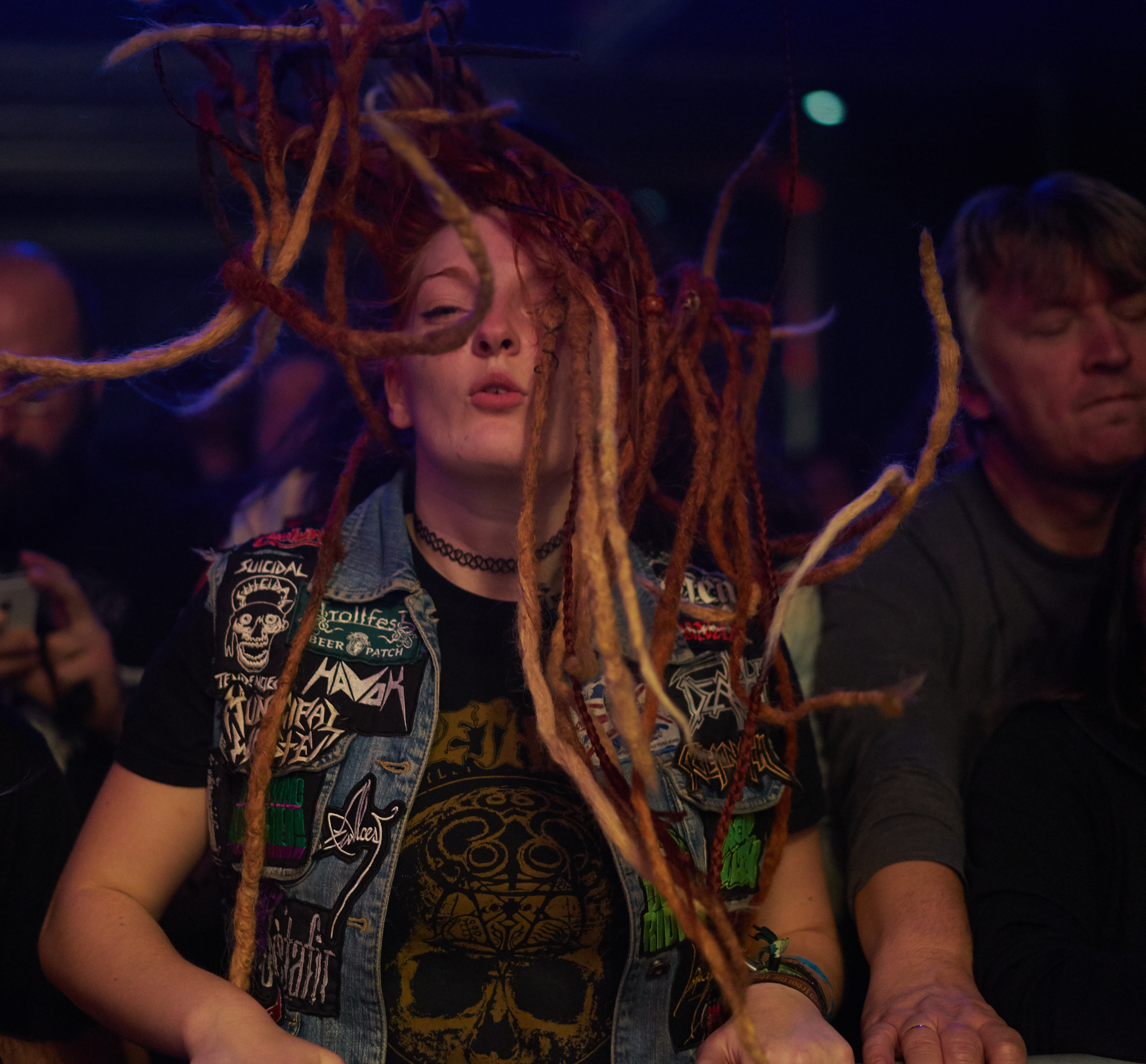
Headbanging beim HOD 2015

Das Hammer of Doom ist ein seit 2009 in Würzburg stattfindendes Musikfestival aus dem Bereich Doom Metal sowie gelegentlich angrenzender Genres wie Epic Metal, Stoner Rock und Psychedelic Rock. Viele renommierte Bands wie Candlemass, My Dying Bride, Pentagram, Saint Vitus, Skepticism, Manilla Road, Sorcerer, While Heaven Wept oder Trouble gastierten bereits beim Hammer of Doom.

## Geschichte

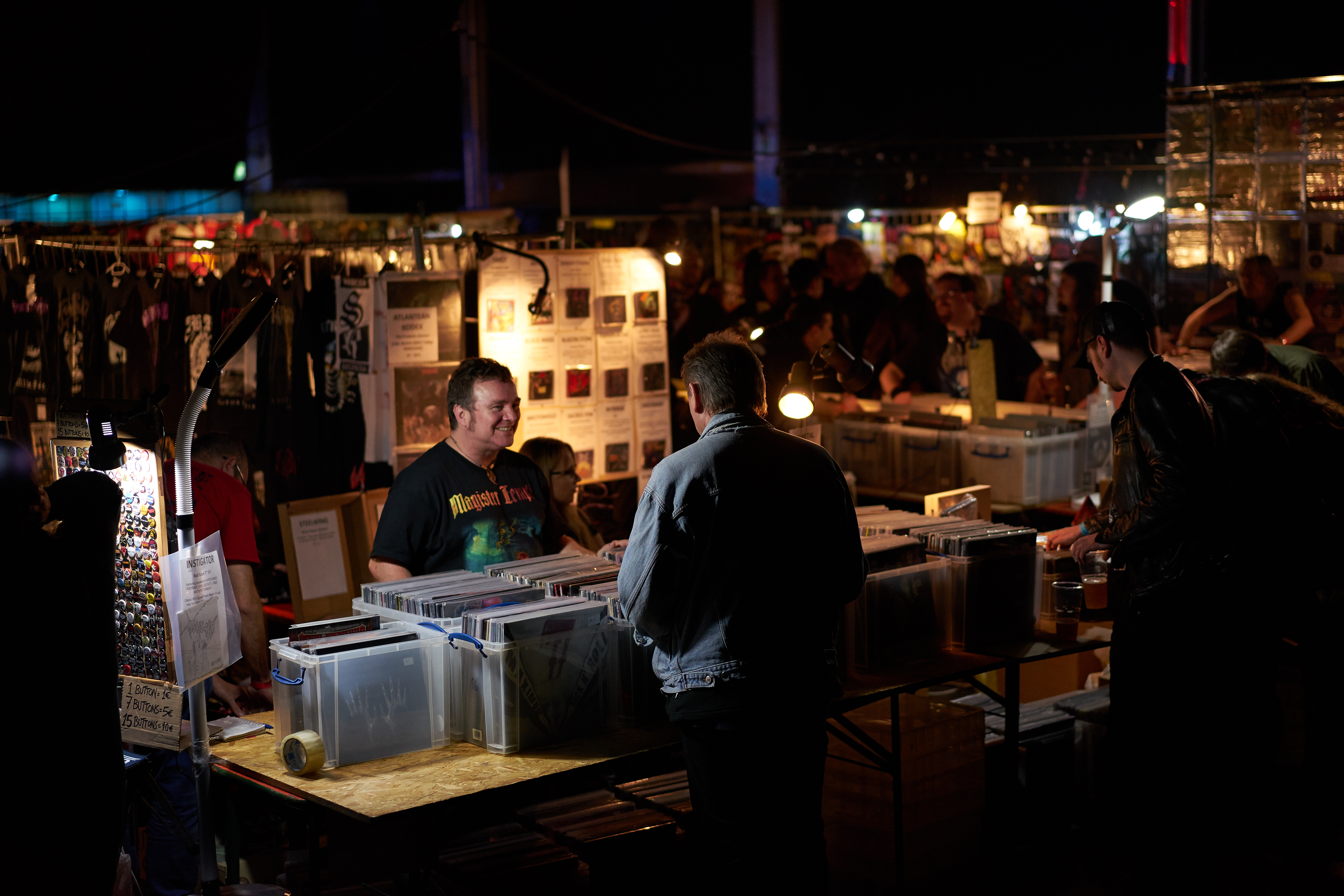
Marktplatz des HOD 2015

Das Hammer of Doom wird von Oliver Weinsheimer (Veranstalter des Keep-It-True-Festivals), Heiko Krumpholz und Anja Kohlhepp veranstaltet, die genau wie das Metal Assault auch weitere Metalfestivals mit spezieller Ausrichtung in der Region veranstalten. Es fand erstmals am 31. Januar 2009 im Würzburger Jugendzentrum „B-Hof“ statt, bereits mit der zweiten Ausgabe wechselte man jedoch in die Posthalle, dem seither traditionellen Veranstaltungsort. Während die ersten sechs Ausgaben grob halbjährlich als eintägige Veranstaltung stattfanden, findet es ab der sechsten Ausgabe einmal jährlich im Oktober bzw. November als zweitägiges Event statt, da es sich als schwierig erwies, zweimal im Jahr genug hochwertige Bands zu präsentieren. Neben dem eigentlichen Festival gibt es einen Markt mit zahlreichen Ständen in der Halle.
Das Festival bietet sowohl Newcomern wie bekannten Bands eine Plattform, jede Band bekommt mindestens 45 Minuten Spielzeit. Dabei sind den Veranstaltern auch immer wieder ungewöhnliche Verpflichtungen gelungen, so gelang es 2010, die zu dem Zeitpunkt seit 18 Jahren aufgelöste Band Sorcerer für ein Konzert in Würzburg wiederzuvereinigen und 2015 spielte die finnische Band Skepticism einen ihrer seltenen Live-Gigs. Die Band While Heaven Wept nahm ihr Konzert in Würzburg auf und veröffentlichte es 2010 unter dem Titel Triumph: Tragedy: Transcendence – Live at the Hammer of Doom Festival auf DVD, CD und LP. Manilla Road spielten einen exklusiven 2,5-Stunden-Gig, die Death-Doom-Band Asphyx trat mit einem speziell für das HOD zusammengestellten „Doom only“-Set auf.

## Rezeption

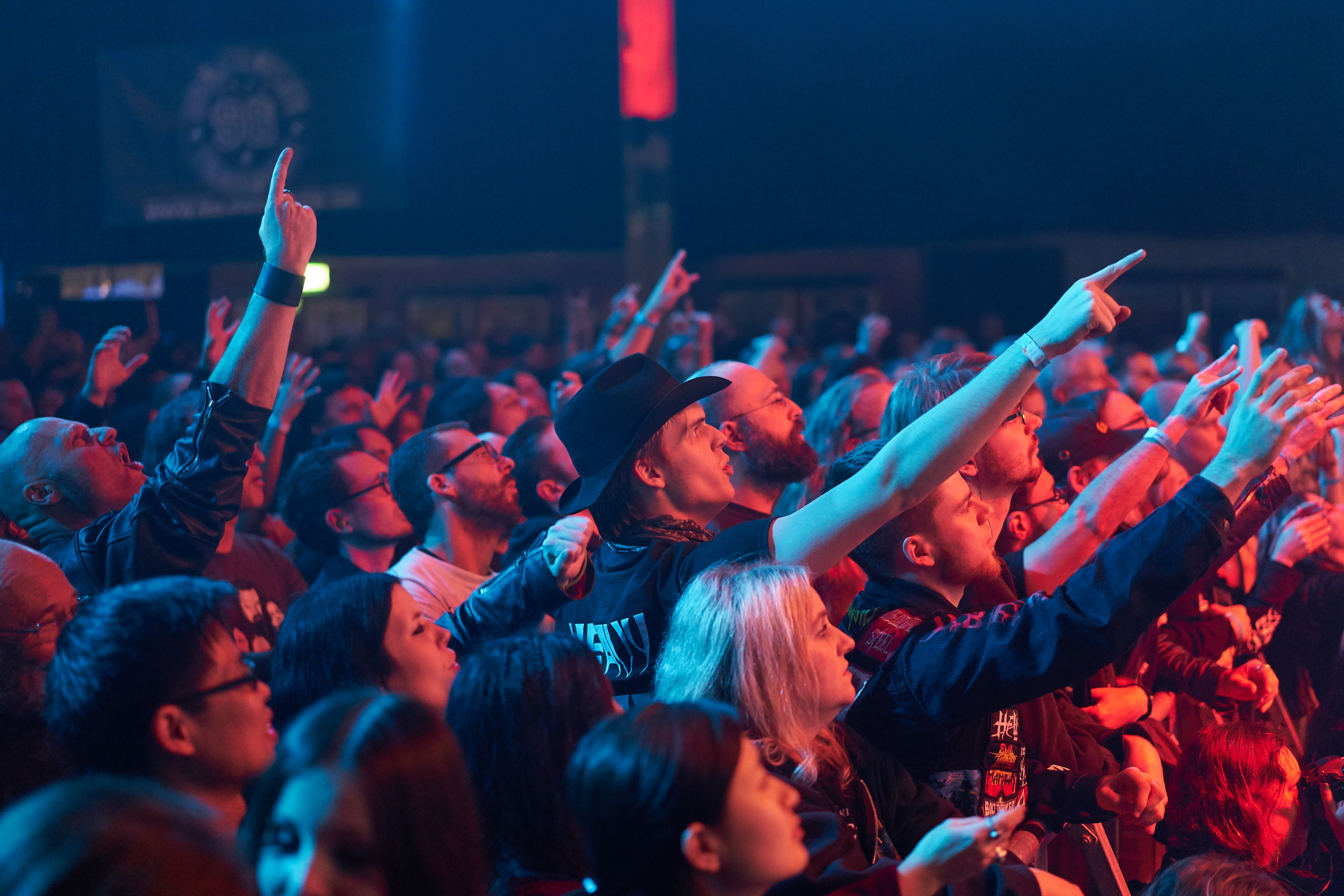
Publikum des HOD 2015

In der Posthalle zieht das Festival jährlich ein Publikum zwischen 500 und über 1000 Zuschauern aus Deutschland und dem Ausland an.
Bereits zur vierten Ausgabe 2010 konstatierte Bloodchamber, dass das Festival „sich in der Szene schon durchaus einen Namen gemacht“ habe, im Folgejahr schrieb das irische MetalIreland von „einem der führenden Heavy / Doom Metal-Treffen in Europa“ („one of the premier heavy / doom metal gatherings in Europe“). Die Münchner tz schrieb 2013 von einem „Festival beim dem ausnahmslos ALLE Bands überzeugen. […] auch in der achten Ausgabe eine rundum beglückende Veranstaltung. Perfekt organisiert von Veranstalter Oliver Weinsheimer […]“. Die Mainpost resümierte anlässlich der zehnten Jubiläumsveranstaltung „Das Doom-Metal-Festival hat sich gemausert, aus dem Geheimtipp ist ein Mekka für die Liebhaber dieses düsterste aller Heavy-Metal-Genres geworden.“

## Line-Ups
| Festival            | Datum                   | Bands |
| ------------------- | ----------------------- | --- |
| Hammer of Doom I    | 31. Januar 2009         | The Devils Blood, Dark Quarterer, Isole, In Aevum Agere, Ereb Altor, Seamount |
| Hammer of Doom II   | 17. Oktober 2009        | Trouble, Death Row, Pagan Altar, Count Raven, The Gates of Slumber, The Lamp of Thoth, Atlantean Kodex, Spiritus Mortis, Dark Forest, Fall of the Idols (ausgefallen)                               |
| Hammer of Doom III  | 6. Februar 2010         | The Wizard, Atlantean Kodex, Old Season, Centurions Ghost, Ahab, Lord Vicar, While Heaven Wept, Asphyx, Saint Vitus                                                                                 |
| Hammer of Doom IV   | 23. Oktober 2010        | Ghost, Eternal Elysium, Procession, Mirror of Deception, Griftegard, Jex Thoth, Sorcerer, Place of Skulls, Iron Man, Solitude Aeturnus                                                              |
| Hammer of Doom V    | 16. April 2011          | Pentagram, While Heaven Wept, Primordial, Atlantean Kodex, Blood Farmers, Argus, Black Pyramid, Age of Taurus, Arkham Witch, In Solitude                                                            |
| Hammer of Doom VI   | 28. – 29. Oktober 2011  | Manilla Road, Doomsword, Battleroar, Mountain Throne, Doomsday, The Devil's Blood, Yet So Far, Lord Vicar, Blood Ceremony, Forsaken, Orchid, The 11th Hour, Nomad Son, Devil, Seamount              |
| Hammer of Doom VII  | 9. – 10. November 2012  | Demon, Desolation Angels, Wrathblade, Pentagram, The Skull, Solstice, Necros Christos, Coven 13 |
| Hammer of Doom VIII | 15. – 16. November 2013 | Scorpion Child, Blues Pills, Ashbury, Orchid, Wheel, Below, Age of Taurus, Altar of Oblivion, Beelzefuzz, Year of the Goat, Procession, Jex Thoth, While Heaven Wept                                |
| Hammer of Doom IX   | 14. – 15. November 2014 | Trouble, Kadavar, Jess and the Ancient Ones, Reino Ermitano, Wolvespirit, Saint Vitus, Orange Goblin, Avatarium, The Ruins of Beverast, Hamferd, Mount Salem, Epitaph, Doomocracy, Mist             |
| Hammer of Doom X    | 20. – 21. November 2015 | Pentagram, Sorcerer, Skepticism, My Dying Bride, Candlemass, 40 Watt Sun, The Order of Israfel, Caronte, Black Oath, Doomshine, Path of Samsara, Cross Vault, Lord Vigo                             |
| Hammer of Doom XI   | 18. – 19. November 2016 | Primordial, The Skull, Cauchemar, Monasterium, Samael, Antimatter, Lord Vicar, Universe 217, Apostle of Solitude, Iron Void, Night Gaunt                                                            |
| Hammer of Doom XII  | 17. – 18. November 2017 | Warning, Lucifer’s Friend, Procession, Witchwood, The Temple, Cirith Ungol, Time Lord, Count Raven, The Doomsday Kingdom, The Vision Bleak, Crippled Black Phoenix, Naevus, Below, Cranial          |
| Hammer of Doom XIII | 16. – 17. November 2018 | Goat Explosion, The Wizards, Apostle of Solitude, Eric Clayton and the Nine, While Heaven Wept, Smoulder, Old Mother Hell, Dawn of Winter, Hällas, Pale Divine, Stillborn, Sorcerer, Batuska, Coven |
| Hammer of Doom XIV  | 15. – 16. November 2019 | Crestfallen Queen, Orodruin, Antimatter, The Skull, Uli Jon Roth, Thronehammer, Iron Walrus, Tanith, Messa, Mirror of Deception, Lord Vicar, Khemmis, Swallow the Sun, Scald, Atlantean Kodex       |

## Nachweise
1. 1 2  Rocktimes - Event / Hammer Of Doom III - 06.02.2010, Würzburg, Posthalle. (Memento des Originals vom 19. Dezember 2015 im Internet Archive)  Info: Der Archivlink wurde automatisch eingesetzt und noch nicht geprüft. Bitte prüfe Original- und Archivlink gemäß Anleitung und entferne dann diesen Hinweis. rocktimes.de; abgerufen am 4. Dezember 2015
2. 1 2  
Hammer of Doom - LineUp und Bands im Archiv. festivalhopper.de; abgerufen am 4. Dezember 2015
3. 1 2  
Hammer of Doom II - LineUp und Bands im Archiv. festivalhopper.de; abgerufen am 4. Dezember 2015
4. 1 2 3 4  
Das Archiv vom Hammer Of Doom. festivalticker.de; abgerufen am 4. Dezember 2015
5. 1 2  Metal Ireland >> Hammer Of Doom Festival | Live Review. (Memento des Originals vom 8. Dezember 2015 im Internet Archive)  Info: Der Archivlink wurde automatisch eingesetzt und noch nicht geprüft. Bitte prüfe Original- und Archivlink gemäß Anleitung und entferne dann diesen Hinweis. metalireland.com; abgerufen am 4. Dezember 2015
6. 1 2 3  
Konzertbericht: Hammer Of Doom IV - Würzburg, Posthalle - 23.10.2010. bloodchamber.de; abgerufen am 4. Dezember 2015
7. 1 2  Hammer of Doom: Metal in der Posthalle. (Memento des Originals vom 19. Dezember 2015 im Internet Archive)  Info: Der Archivlink wurde automatisch eingesetzt und noch nicht geprüft. Bitte prüfe Original- und Archivlink gemäß Anleitung und entferne dann diesen Hinweis. pfiffikus.mainpost.de, Main-Post Nachrichten für Franken, Bayern und die Welt; abgerufen am 4. Dezember 2015
8. ↑  
„Hammer of Doom“-Festival: tz-Kritik. tz.de; abgerufen am 4. Dezember 2015
9. ↑  
Hammer of Doom III - LineUp und Bands im Archiv. festivalhopper.de; abgerufen am 4. Dezember 2015
10. 1 2  
Konzert: Hammer Of Doom V @ Posthalle, Würzburg. (Memento vom 8. Dezember 2015 im Internet Archive) metalnews.de; abgerufen am 4. Dezember 2015
11. 1 2  
Hammer Of Doom. festivalticker.de; abgerufen am 4. Dezember 2015
12. ↑  
ag: Hammer Of Doom XII – Festivaltermin 2017. Rocktimes, 19. Oktober 2017, abgerufen am 25. Juli 2019.
13. ↑  
ag: Hammer Of Doom Festival XIII – 16./17.11.2018. Rocktimes, 12. November 2018, abgerufen am 25. Juli 2019.
14. ↑  Hammer of Doom XIV :: Home away from home. Abgerufen am 29. Juli 2021 (amerikanisches Englisch).